# Аймла
А́ймла (ест. Aimla küla) — село в Естонії, у волості Пиг'я-Сакала повіту Вільяндімаа.

## Населення
Чисельність населення на 31 грудня 2011 року становила 81 особу.

## Географія
Через населений пункт проходить автошлях 24120 (Яска — Аймла).

## Історія
З 19 грудня 1991 до 1 листопада 2005 року село входило до складу волості Олуствере, з 1 листопада 2005 до 21 жовтня 2017 року — волості Сууре-Яані.